# Габриеле Ориали
Габриеле Ориали (на италиански: Gabriele Oriali) роден на 25 ноември 1952 г. в Комо е бивш италиански футболист, национал и настоящ спортен директор.

## Кариера
„Леле“, както е наричан в Италия, е от школата на ФК Интер и до 1970 г. играе за младежкия отбор, а в дебютния си сезон за прима отбора през 1971 г., става шампион на страната. Ориали е характерен с качеството си да спира противниковите контраатаки и да нарушава цялостната игра на съперника, поради което е наричан „incontrista“. Титулярната му позиция е на дефанзивен полузащитник, но е можел да играе и като централен защитник. С отбора на Интер, Ориали печели два пъти италианския шампионат и на два пъти Копа Италия, а през 1982 г. става световен шампион с Италия. През 1972 г. неговия Интер губи финала за КЕШ от отбора на Аякс. Последните четири сезона от кариерарата си Ориали играе за Фиорентина.

## Отличия
- Шампион на Италия: 2

Интер: 1970/71, 1979/80
- Копа Италия: 2

Интер: 1978, 1982
- Световен шампион: 1

Италия: 1982